# Francesco Bottigliero

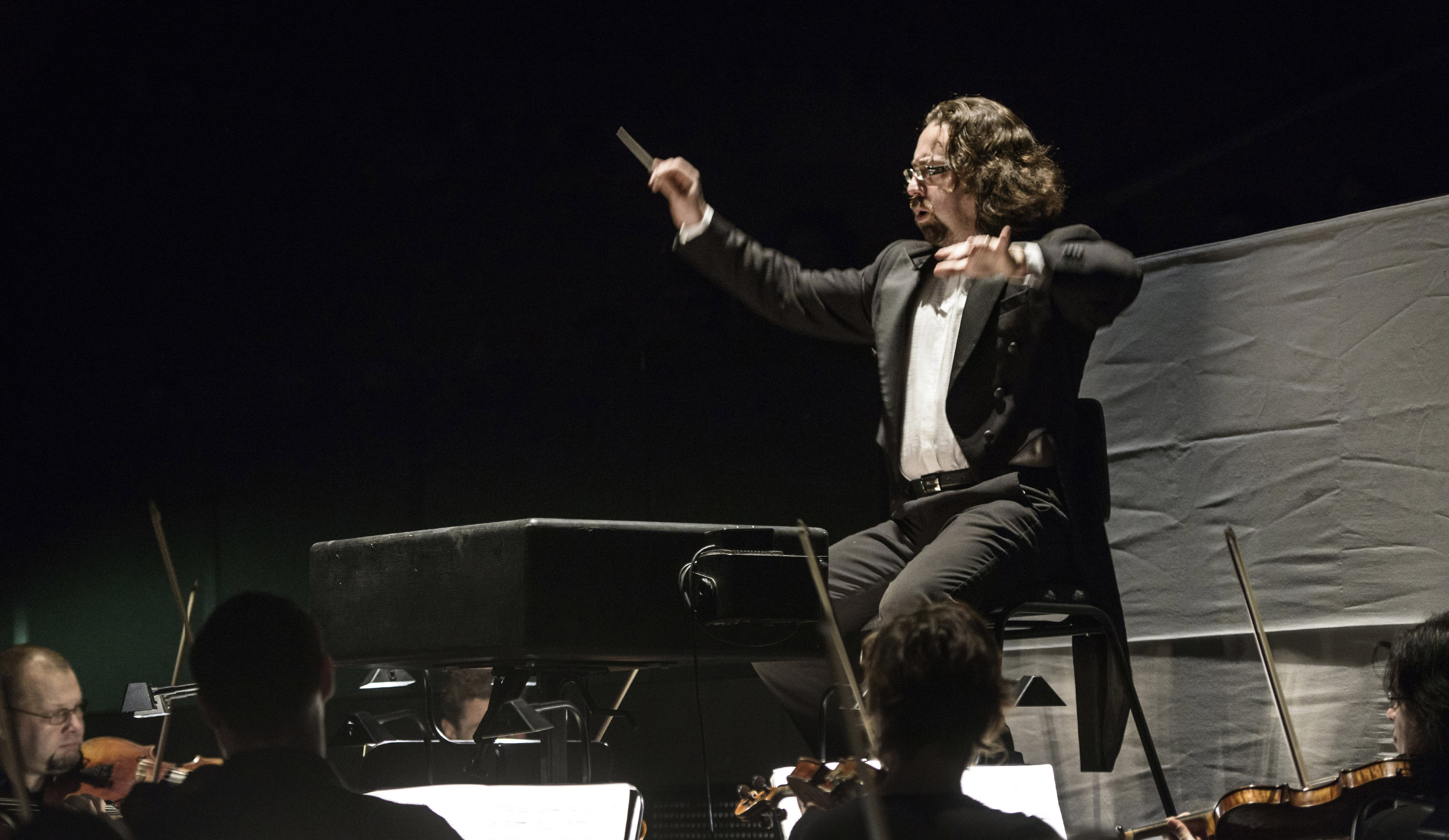
Francesco Bottigliero mit dem Philharmonischen Orchester Erfurt (Foto: Lutz Edelhoff 2014)

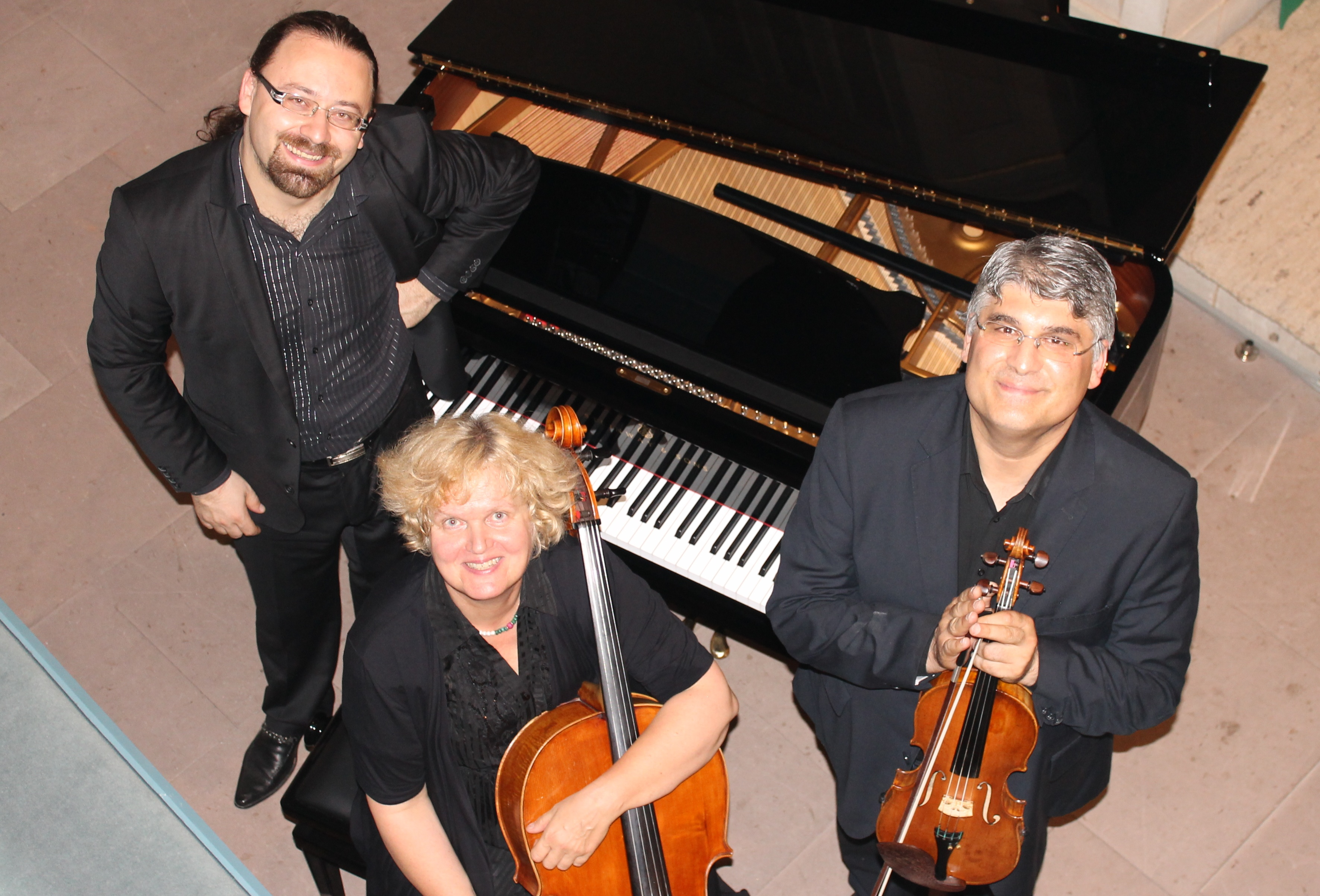
Francesco Bottigliero mit dem Geiger Julian Dedu und der Cellistin Claudia Schwarze 2013

Francesco Bottigliero (* 10. Oktober 1974 in Salerno) ist ein italienischer Dirigent, Pianist und Komponist.

## Leben
Er wuchs in Salerno (Italien) auf und studierte am dortigen Konservatorium „Giuseppe Martucci“. Bereits mit 21 Jahren machte er sein Diplom im Fach Klavier, drei Jahre später auch im Fach Komposition. 2002 und 2005 folgten weitere Diplome in den Fächern Dirigieren und Chorleitung am Konservatorium „San Pietro a Majella“ Neapel u. a. bei Carlo Maria Giulini. Darüber hinaus schloss er 2005 ein Philosophiestudium mit einer Arbeit zur Musikästhetik „mit Auszeichnung“ ab.
Als Konzert- und Operndirigent arbeitete er bereits mit zahlreichen Orchestern zusammen, darunter das Moldawische Symphonieorchester Kischinau, das Orchestra di San Pietro a Majella in Neapel, das St. Petersburger Kongress-Orchester und die Philharmonischen Orchester in Breslau, Krakau, Posen und Danzig. Engagements als Repetitor führten ihn bislang u. a. an die Hamburgische Staatsoper (2006/07) und an die Staatsoper Breslau (2007–2009). 
2011 bis 2014 war er als zweiter Kapellmeister und Repetitor am Theater Erfurt engagiert. Er dirigiert hier die Opern Robert le diable, Henry Purcells King Arthur, Der Trank der Unsterblichkeit (E.T.A. Hoffmann), Carmen, Anatevka, Giulio Cesare, I Medici (Leoncavallo) und zu den Domstufen-Festspielen Die Lombarden (Verdi) und Turandot. Gastdirigate führen ihn u. a. nach Bytom-Katowice (Madama Butterfly, Tosca), Danzig (Figaros Hochzeit) sowie nach Posen (Maddalena, La serva padrona).
Als Pianist hat sich Francesco Bottigliero schon früh vor allem der Kammermusik gewidmet und ging als Preisträger aus mehreren Wettbewerben hervor. In zahlreichen Kammerkonzerten musizierte er als Pianist an der Seite von Mitgliedern des Orchesters der Mailänder Scala und des Orchesters der Arena di Verona. 2013 begründete er ein Klaviertrio mit Julian Dedu und Claudia Schwarze.
Seit vielen Jahren widmet sich Francesco Bottigliero auch der Komposition.

## Werke
Bühnenwerke
- Pany Walewska, Oper nach einem Libretto von M. Wojtyszko
- Das Dschungelbuch, Musical nach Rudyard Kipling in der Bearbeitung von Rüdiger Pape (UA Erfurt 12. Juni 2015)

Symphonische Musik
- Le Premier Tango für großes Orchester (UA  Bielsko-Biała 14/02/2012)
- Piano Concerto après Bill Evans (UA  Erfurt 14/12/2012)
- Variationen über ein Thema des Karnevals von Venedig für großes Orchester
- Preludio für zwei Harfen und Orchester
- Hommage a Poulenc, für Klarinett und Streichorchester (UA Salerno 2/01/2004)
- Volver a Fuente Vaqueros für großes Orchester

Gesang und Chormusik
- Sand, Liederzyklus für Mezzosopran, Bariton, Tenor und Klavier nach Text von J. Skoczek
- Kantata Tumska für Soli, Chor, Kinderchor und großes Orchester (UA Breslau 16/06/2009)
- Suite del Regreso für Sopran, Viola und Klavier nach Text von F.G. Lorca (UA Erfurt  7/07/2013)
- Victimae Paschali laudes für gemischten Chor  a cappella
- Veni Sancte Spiritus für gemischten Chor  a cappella
- Laudatio 2012 für gemischten Chor und zwei Klaviere
- Desnuda für Gesang und Orchester nach Text von Pablo Neruda (UA Erfurt 16/09/2012)
- Una vez mas für Sopran und Orchester nach Text von Pablo Neruda
- Ave Maria für Sopran, Orgel und Streichquartett (UA Breslau 16/08/2012)
- Agnus Dei für Tenor, 2 Sopran, Harfen und Streichquintett  (UA Breslau 04/08/2012)
- Es verdad für  Sopran  und Klavier nach Text von F.G. Lorca (UA Mailand  2005)

Kammermusik
- Señor Pablo, Streichoktett
- Don Salvador, Streichoktett
- Erfurter Herbst, Streichquintett (UA Erfurt 21/10/2012)
- Malgo’, Waltz für Violine und Klavier
- Minutenwalzer, für Violine und Klavier (UA Salerno Teatro Verdi 28/12/2002)
- ‘Ty, für Violine, Trompete und Klavier (UA Milano 2006)
- Puzzle, für Saxophon und Klavier (12/4/94)
- Zoologische Suite für 4 Violoncelli (UA Erfurt  17/06/2012)
- Quaderni di Massimo für Klarinette und Klavier (UA Salerno 23/05/95)
- Momenti musicali für Cello und Klavier (UA Reggio Calabria 1995)
- Variationen über ein Thema von F. Chopin für Violine und Klavier (21/3/96) (UA Pozzuoli)
- Variationen über ein Thema von R. Schumann Op. 5 für  Klavier (14/6/93)
- Prelude in Gb für Klavier (UA Marsico Nuovo 24/08/96)
- Prelude in Db für Klavier
- Nugae: Elegia Op. 9 N. 1 für Violine und Klavier (9/3/94); Ballata Op. 9 Nr. 2 für Violine und Klavier / Flöte und Klavier (05/1988)
- Tarantella, für Cello und Klavier (9/12/95)
- Metamorfosi, für  Cello und Klavier
- Impromptu für Cello und Klavier
- Voix: Septett für Fl, Cl, Harfe und Streichquartett
- Rhapsodie für Harfe und Violine (UA  Mailand 2006)
- Valentango für Flöte Bratsche und Klavier (UA Cologno Monzese 2005)
- Tango de la plaza, für Flöte, Klarinette, Violoncello und Klavier (UA Marsico Nuovo 22/08/1997)
- Suite Fantastica für Klavier zu vier Händen (25-10-93) (UA Contursi Terme 25/03/95)
- Zwei Tänze für Klavier zu vier Händen Op. 7 (14-2-94) (UA Salerno 23/05/95)
- български приятели (Bulgarian Friends): für Bratsche, Cello und Gitarre
- Deutsche Freunde:  1. Toccata für Klavier, 2. Toccata für Cello solo, 3. Variationen über den Namen Konstanze für  Harfe, Horn  und  Streichquartett, 4. R.R.R. (Roland  Rohde Rag) für Zigeuner-Violine, Klavier, Streichorchester, 5.  Claudia, Elegia for cello and piano
- Oktober Bossa für Salonmusiker und Klavier
- Salon Tango für Salonmusiker und Klavier

## Auszeichnungen
- 1996 Concorso „Città di Valentino“ Castellaneta
- 1999 Concorso „Caiazzo“ Neapel
- 1999 Concorso „Napoli Nova“ Neapel
- 2003 Zweiter Premio „C. Togni“ Brescia

| Personendaten    | Personendaten                                 |
| ---------------- | --------------------------------------------- |
| NAME             | Bottigliero, Francesco                        |
| KURZBESCHREIBUNG | italienischer Dirigent, Pianist und Komponist |
| GEBURTSDATUM     | 10. Oktober 1974                              |
| GEBURTSORT       | Salerno                                       |